# Гнездычев

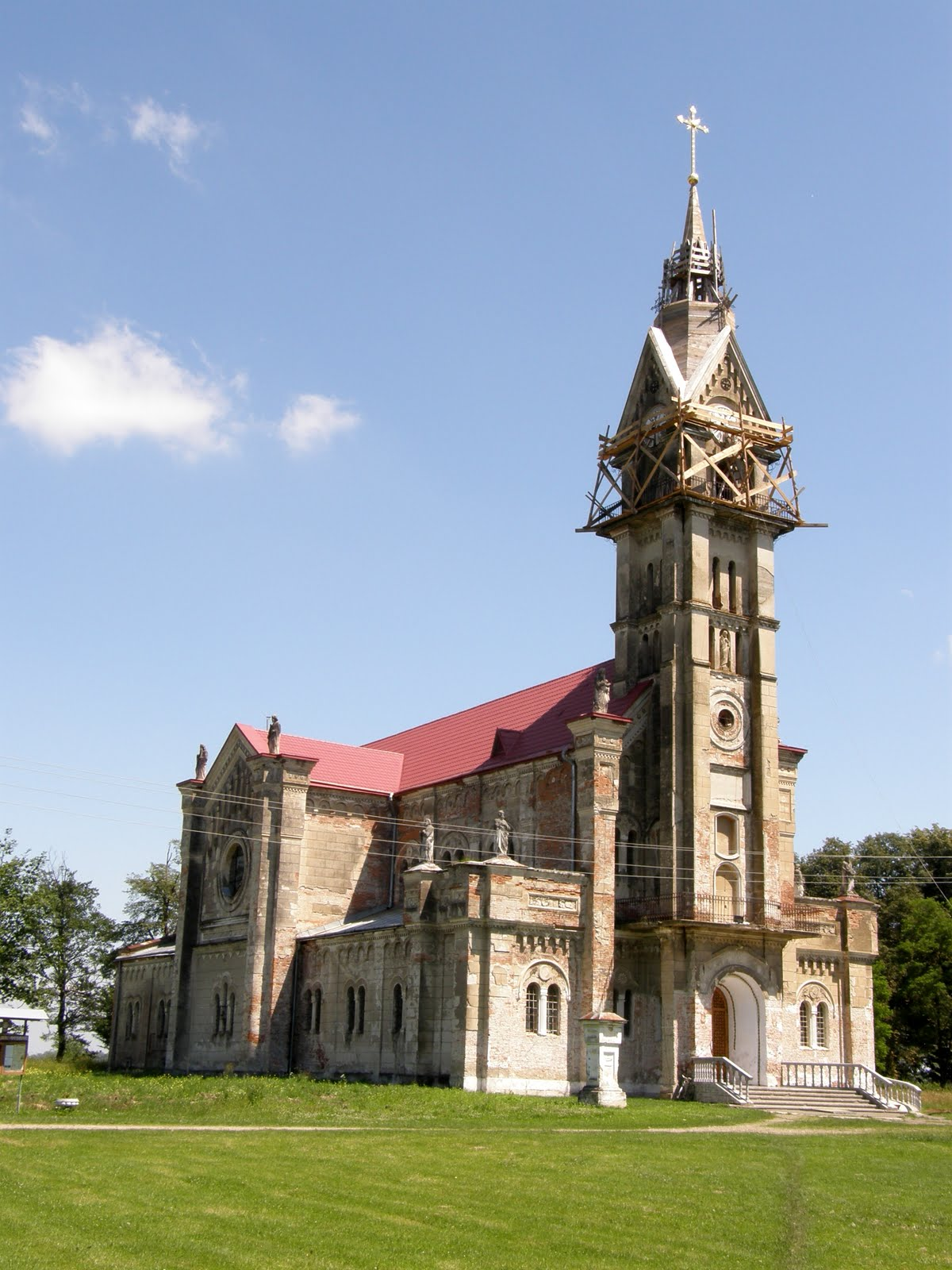
Гнездычев (Кохавино). Монастырь Св. Герарда

Гнезды́чев (укр. Гніздичів) — посёлок в Стрыйском районе Львовской области Украины. Административный центр Гнездычевской поселковой общины. Расположен на правом берегу реки Стрый, в 9 км на юг от Жидачова.

## История
Гнездычев впервые упоминается в исторических документах 1491 года.
Южная часть Гнездычева носит название Кохавино. Впервые Кохавино письменно упоминается в 1646 году. Именно тогда здесь объявилась чудотворная икона Матери Божьей Кохавинской. Благодаря многочисленным паломникам, в 1748 здесь был сооружен костёл. Кохавино было присоединено к Гнездычеву уже в советское время.
В XIX — начале XX в. — Гнездычев в составе Австро-Венгрии. В 1919—1939 — в составе Польши.
В сентябре 1939 года Гнездычев вошёл в состав СССР. В дальнейшем, в ходе Великой Отечественной войны в 1941—1944 гг. он был оккупирован немецкими войсками.
В январе 1989 года численность населения составляла 4138 человек.

## Достопримечательности
- Монастырь кармелитов Св. Герарда (XVIII век) с Вознесенским костелом (1868—1894, росписи в стиле модерн) и часовней (1903) над целебным источником. Здесь хранилась коронованная Папой Пием X чудотворная икона Кохавинской Богоматери.

В 1939 г. верующие поляки вывезли её в Польшу. В данное время икона хранится в г. Гливице в костёле св. Варфоломея. С 2000 г. в Гнездычевском кармелитском монастыре хранится копия иконы.

## Промышленность
В Гнездычеве находится Кохавинская бумажная фабрика. Железнодорожная станция. Спиртовой, комбикормовый заводы.